# Sint-Pieterskerk (De Panne)

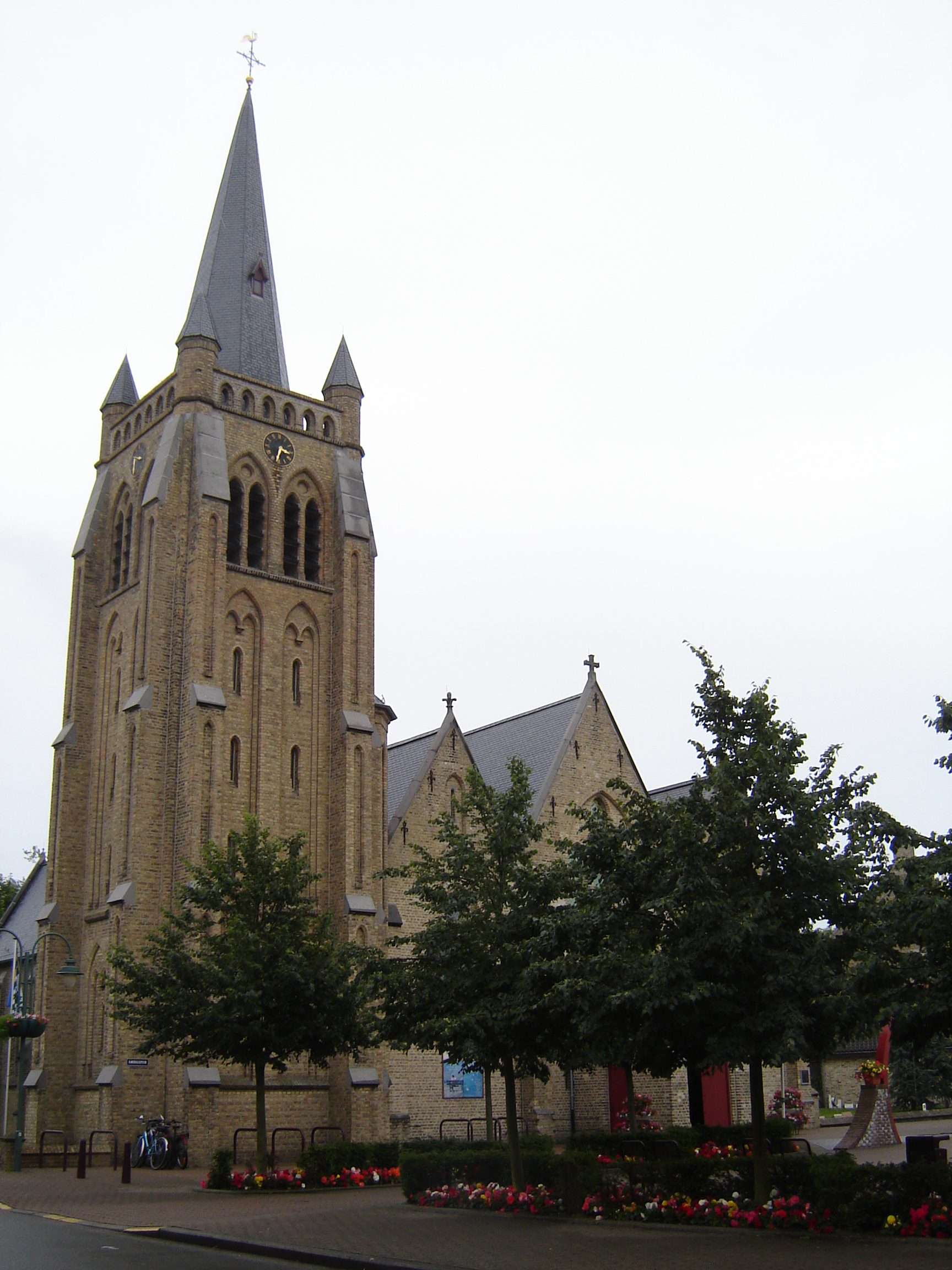
Sint-Pieterskerk

De Sint-Pieterskerk is een rooms-katholiek kerkgebouw in de West-Vlaamse plaats De Panne, aan Kerkstraat 53. De kerk is op 1 juli 2021 onttrokken aan de eredienst.

## Geschiedenis
In 1860 werd in opdracht van mejuffrouw Calmeyn een kapel gebouwd in het Jozefdorp. Deze kapel werd in 1891 verdubbeld en uitgebreid tot hulpkerk naar ontwerp van Jozef Vinck. Daarna werd een toren aangebouwd.

## Gebouw
Het betreft een driebeukige bakstenen georiënteerde hallenkerk in neogotische stijl, met de beuken alle onder zadeldak. De toren werd in het noordwesten tegen de noordbeuk aangebouwd. Deze toren heeft steunberen en wordt bekroond door vier hoektorens en een achtzijdige spits.
De kerkruimte wordt overwelfd door houten spitstongewelven.
Het meubilair is neogotisch. Er is een 16e-eeuws schilderij, de Kruisafneming, gekopieerd naar Rogier Van der Weyden.
1. ↑  Parochie Sint-Petrus in De Panne. Kerknet (18 juni 2021). Geraadpleegd op 11 januari 2022.